# Estação Clemenceau (Metro de Bruxelas)
Clemenceau é uma estação das linhas 2 e 6 do Metro de Bruxelas.